# Ehecatl

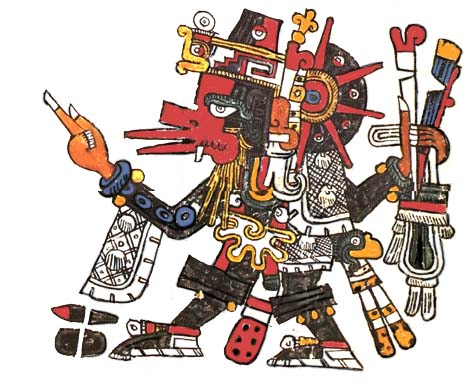
Afbeelding, uit de Codex Borgia, van Ehecatl-Quetzalcoatl (Quetzalcoatl gecombineerd met attributen van Ehecatl)

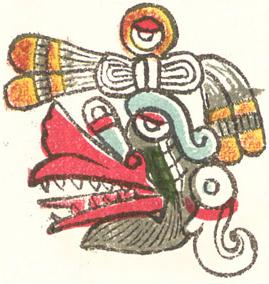
Azteekse dagteken, uit de Azteekse kalender, van Ehecatl (Wind)

Ehecatl (Spaans: Ehécatl; Nahuatl: Ehēcatl; klassiek-Nahuatl: Ecatl) is een Precolumbiaanse god die geassocieerd wordt met de wind. Hij komt voor in de Azteekse mythologie en in de mythologie van andere culturen uit de Meso-Amerikaanse regio van Centraal Mexico.
Hij wordt meestal geïnterpreteerd als een aspect van de "Gevederde Slang"-god (Quetzalcoatl voor de Azteken en andere Nahua culturen) en als god van de wind en is daarom ook wel bekend als Ehecatl-Quetzalcoatl.
Ehecatl komt ook opvallend voor als een van de scheppingsgoden en als culturele held in de mythische scheppingsverhalen van de Precolumbiaanse culturen in Centraal-Mexico.